# Ulf Hielscher
Ulf Hielscher (Neubrandenburg, 30 novembre 1967) è un bobbista tedesco.

## Biografia
Ai XVII Giochi olimpici invernali (edizione disputatasi nel 1994 a Lillehammer, Norvegia) vinse la medaglia di bronzo nel Bob a quattro con i connazionali Wolfgang Hoppe, René Hannemann e Carsten Embach, partecipando per la nazionale tedesca.
Il tempo totalizzato fu di 3:28,01, con differenza minima rispetto alla nazionale svizzera e all'altra nazionale tedesca (medaglia d'oro), prima classificata, 3:27,84 e 3:27,78 i loro tempi. 
Inoltre ai campionati mondiali vinse una medaglia d'oro nel 1995, nel bob a quattro con Wolfgang Hoppe, René Hannemann e Carsten Embach